# Domašín (Černíkovice)
Domašín (německy Domaschin) je vesnice, část obce Černíkovice v okrese Rychnov nad Kněžnou. Nachází se asi 2 km na jihovýchod od Černíkovic. Prochází zde silnice II/321. V roce 2009 zde bylo evidováno 57 adres. V roce 2001 zde trvale žilo 148 obyvatel.
Domašín leží v katastrálním území Domašín u Černíkovic o rozloze 2,03 km2.

## Pamětihodnosti
- Kaple svatého Jana Nepomuckého

## Galerie

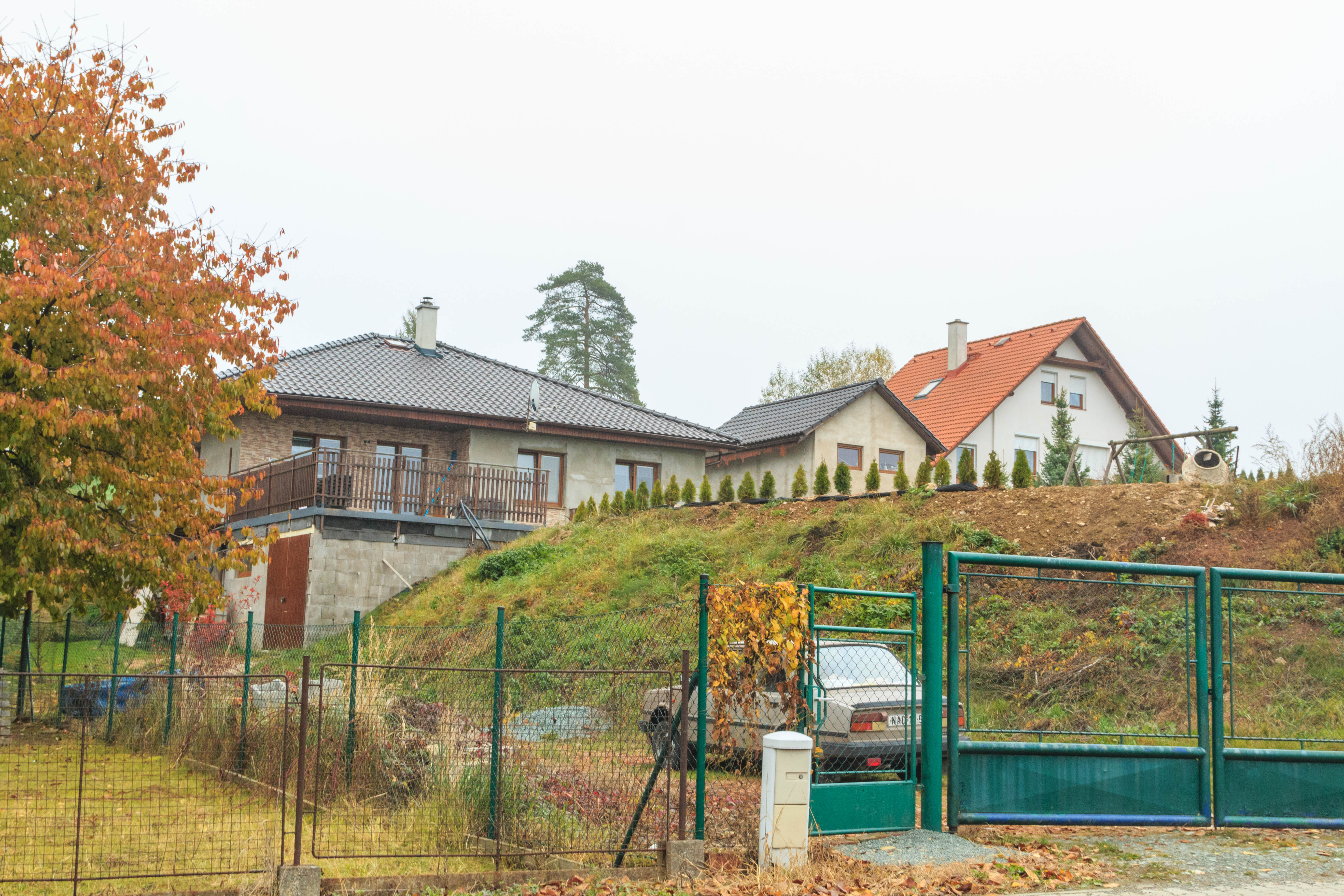
Domašín u Černíkovic - čp. 64
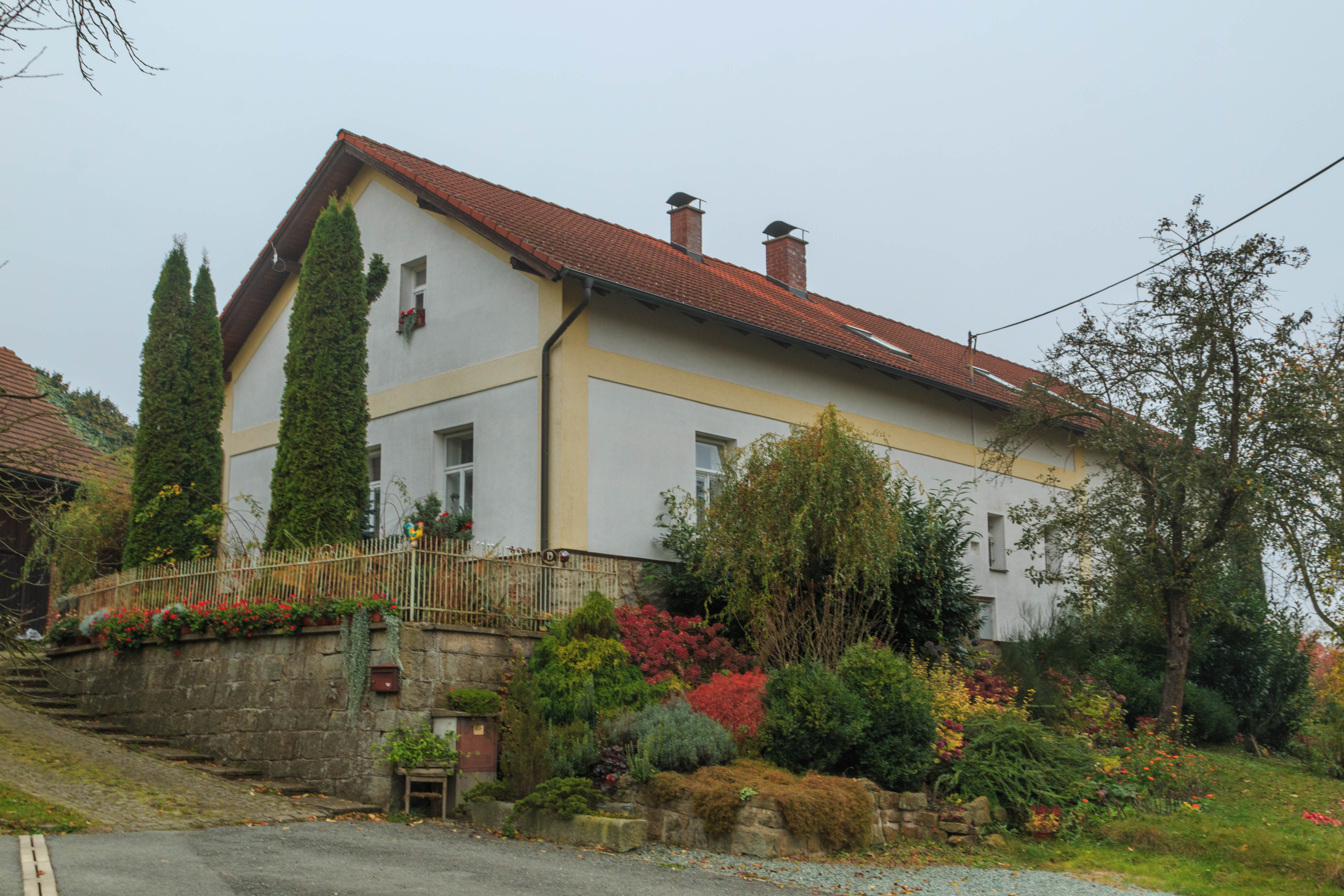
Domašín u Černíkovic - čp. 19
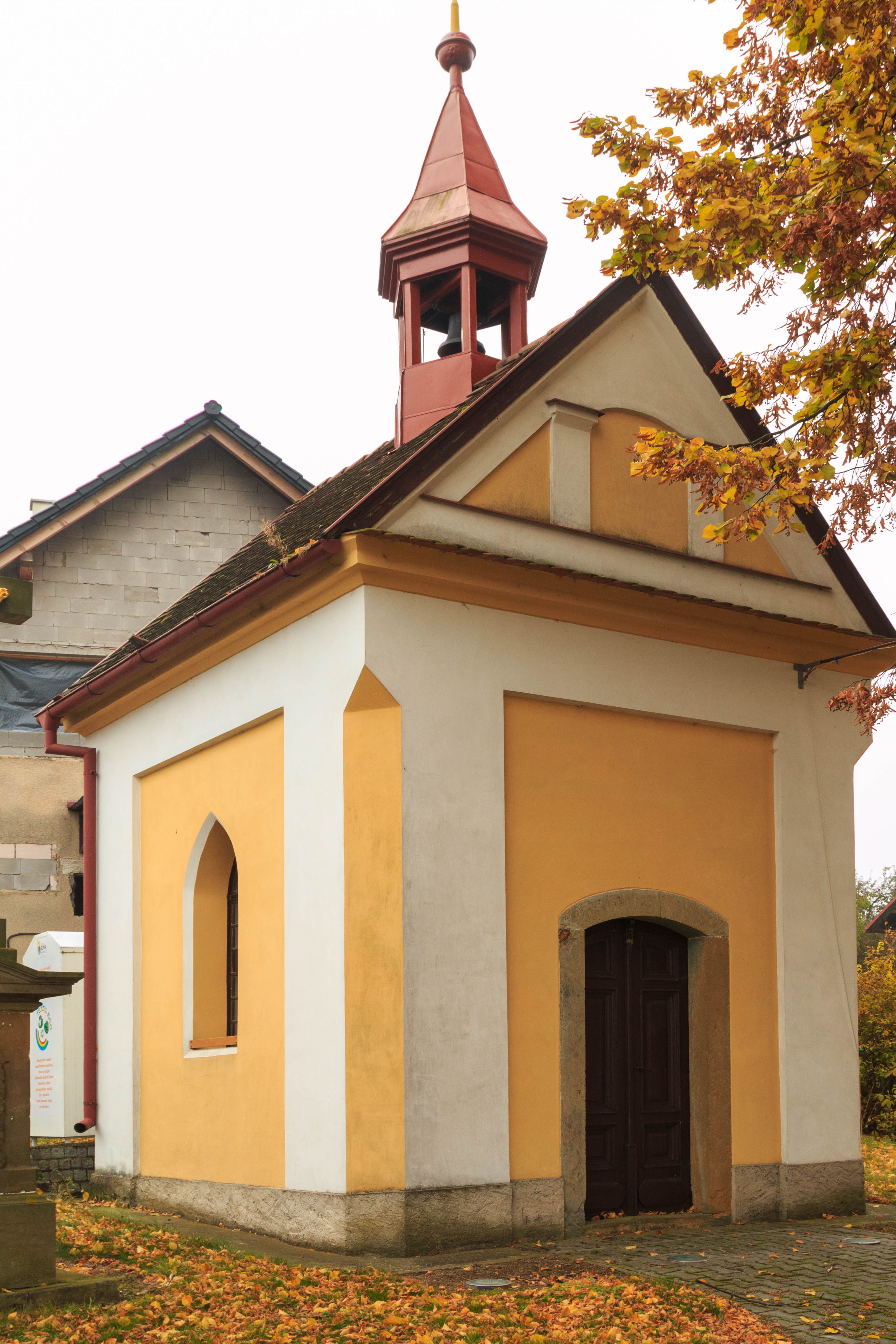
Domašín u Černíkovic - kaple
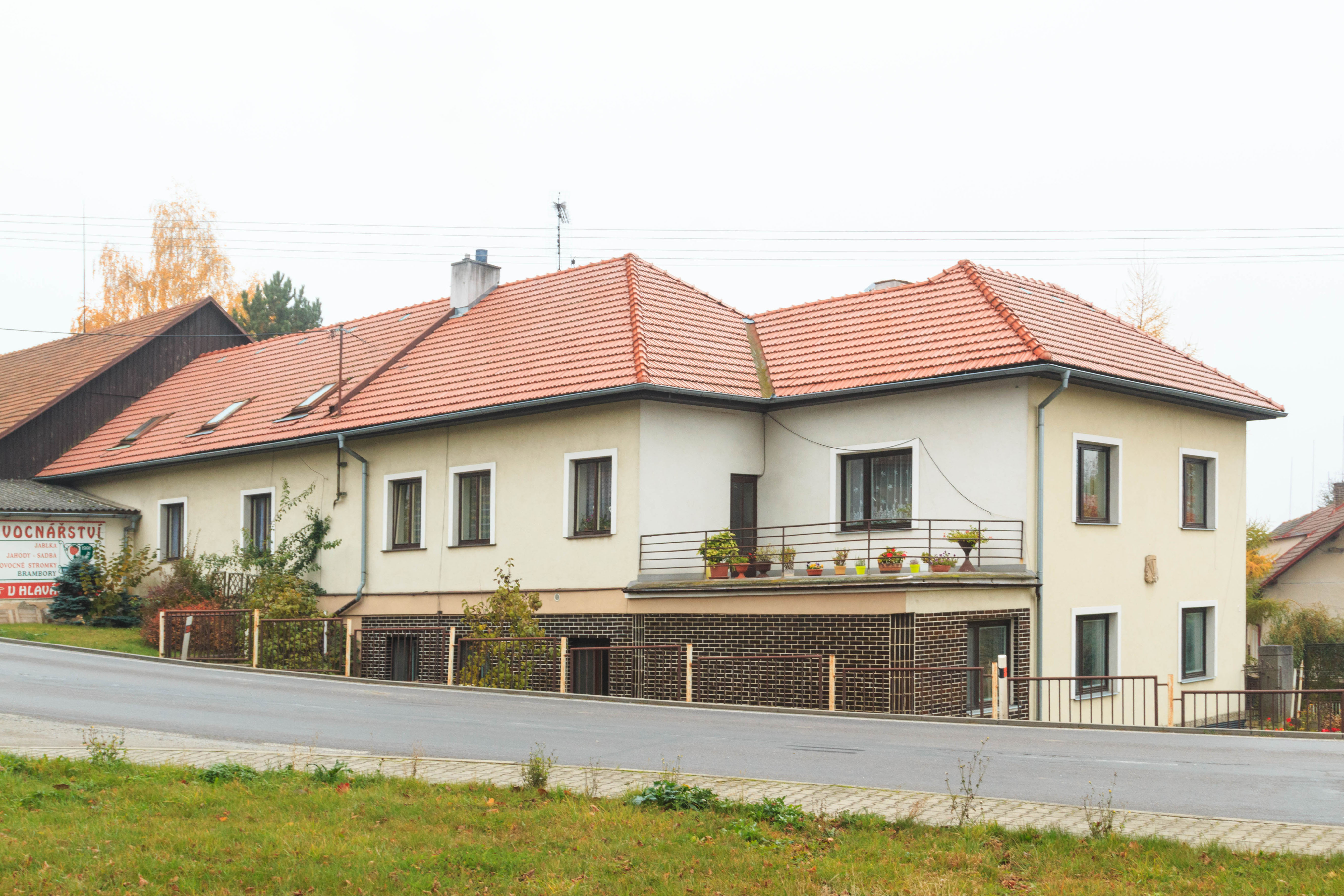
Domašín u Černíkovic - čp. 12